# Francisca Giménez Delgado
Francisca Giménez Delgado (Almería, 1809-Barcelona, 1 de mayo de 1879) fue una filántropa española.

## Biografía
Nacida en Almería, era hija de José Jiménez Murcia y Francisca Delgado Góngora. Se casó en dos ocasiones, en primer lugar con Pedro Salido y Saavedra y en segundas nupcias con Domingo García de Acilú y Aranguren, con quien se trasladó a Barcelona, donde vivió el resto de su vida. Dedicó buena parte de su tiempo a obras de tipo benéfico-social, entre las que destacó la fundación del Monte de Piedad y Caja de Ahorros de Almería.
José María Orberá y Carrión, obispo de Almería entre 1875 y 1886, propuso a Francisca la fundación de una institución benéfico-social para ayudar a la población con menos recursos. En su testamento dejó capital para ello aunque la materialización de la misma se demoró varios años debido a los litigios entre sus herederos. La institución empezó a funcionar en 1900 y su sede, durante muchos años, fue la misma casa en la que nació su fundadora, en el número 2 de la plaza de Marín, en Almería.
Tras su fallecimiento en 1879, su cuerpo fue llevado a Almería, donde recibió sepultura en el cementerio de San José.